# C.G. Bjurström
Carl Gustaf Birger (C.G.) Bjurström, född 9 december 1919 i Rotterdam i Nederländerna, död 15 augusti 2001 i Saint Renan i Frankrike, var en svensk översättare och förlagskorrespondent.

## Biografi
C.G. Bjurström växte delvis upp i Paris, där hans far Birger Bjurström var kyrkoherde vid Svenska kyrkan i Paris från 1924. Han studerade först vid Uppsala universitet och blev fil. kand. där 1947, men återvände sedan till Paris och avlade fransk licentiatexamen (licence de lettres). Under studietiden i Uppsala började Bjurström översätta verk av dramatikern Jean Anouilh tillsammans med Tuve-Ambjörn Nyström, samt texter för tidskrifter som Bokvännen och Paletten. Han anställdes av Bonniers 1947, och var mellan 1951 och 1956 direktör för Svenska institutet i Paris.
Bjurström introducerade och översatte många franska och franskspråkiga författare till svenska, bland annat nobelpristagarna Albert Camus, Claude Simon, Samuel Beckett och Jean-Marie Gustave Le Clézio. Till övriga författare han översatt räknas Michel Foucault, Louis-Ferdinand Céline, Henri Michaux och Julien Gracq, samt klassiker av Honoré de Balzac och Stendhal.
Till franska översatte han svenska författare, ofta i samarbete med fransmän, bland annat samtliga August Strindbergs dramer (i samarbete med bland annat Arthur Adamov och Boris Vian), för vilket han 1986 belönades med förtjänstmedaljen Illis quorum, och Gunnar Ekelöfs Dīwāntrilogi (tillsammans med André Mathieu), samt verk av Birgitta Trotzig och Per-Olof Sundman.
Han skrev många artiklar i Dagens Nyheter från 1951 och i Bonniers Litterära Magasin. Hans insats var betydande och belönades med många priser och andra utmärkelser.

## Privatliv
C.G. Bjurström var brorson till konstnären Tor Bjurström. Från 1948 var han gift med Inger Adner (1925–2017), och tillsammans fick de två söner, Henrik och Christopher. Bjurström är begravd på Lidingö kyrkogård.

## Priser och utmärkelser
- 1963 – Sveriges Författarfonds premium till personer för belöning av litterär förtjänst
- 1965 – Litteraturfrämjandets översättarstipendium
- 1968 – Elsa Thulins översättarpris
- 1972 – Sveriges Författarfonds premium till personer för belöning av litterär förtjänst
- 1973 – Svenska Akademiens översättarpris
- 1975 – Letterstedtska priset, för översättningar av Honoré de Balzacs verk
- 1979 – Hedersdoktor vid Uppsala universitet[2]
- 1982 – Alf Henrikson-priset,[5] med motiveringen att han ”inte bara tolkat ett betydande antal viktiga verk till vårt språk, utan han har också hållit oss á jour med fransk litteratur på ett sätt som inte har någon motsvarighet gentemot andra språkområden i dagens Sverige”[3]
- 1986 –  Illis quorum, åttonde storleken
- 1989 – Einar Hansens översättarpris
- 1991 – Svenska Akademiens tolkningspris
- 1992 –   Riddare av Hederslegionen[6]